# Casalnuovo Monterotaro
Casalnuovo Monterotaro là một đô thị thuộc tỉnh Foggia trong vùng Puglia của Ý. Đô thị này có diện tích 48 km², dân số 1955 người.
Đô thị này giáp với các đô thị sau: 
Carlantino, Casalvecchio di Puglia, Castelnuovo della Daunia, Celenza Valfortore, Colletorto, Pietramontecorvino, San Giuliano di Puglia